# Struthiopteris
Struthiopteris ist eine Gattung der Farne, welche zur Familie Blechnaceae, Unterfamilie Blechnoideae gehört.

## Arten
Die Pteridophyte Phylogeny Group klassifiziert 2016 fünf Arten in der Gattung. Die Checklist of Ferns and Lycophytes of the World setzt drei dieser Arten in die Gattung  Spicantopsis.
- Struthiopteris amabilis (Makino) Ching (syn. Blechnum amabile Makino) = Spicantopsis amabilis (Makino) Nakai
- Struthiopteris castanea (Makino & Nemoto) Nakai (syns Lomaria castanea Makino, Blechnum castaneum Makino & Nemoto)
- Struthiopteris fallax (Lange) S.Molino, Gabriel y Galán & Wasowicz
- Struthiopteris hancockii (Hance) Tagawa (syn. Blechnum hancockii Hance) = Spicantopsis hancockii (Hance) Masam.
- Struthiopteris niponica (Kunze) Nakai (syns Lomaria niponica Kunze, Blechnum niponicum Makino) = Spicantopsis niponica (Kunze) Nakai
- Struthiopteris spicant (Rippenfarn) (L.) F.W.Weiss (syns Osmunda spicant L., Blechnum spicant (L.) Sm.)